# Boeing XP-9
Le Boeing XP-9 (Model 96) est le premier monoplan et avion de chasse produit par les Boeing. Le prototype unique présente des caractéristiques insatisfaisantes avec son manque de visibilité pour les pilotes menant directement à son annulation.

## Développement
Le XP-9 est conçu en 1928 pour répondre aux exigences de l'United States Army. Celle-ci demande un monoplan de chasse. Sa principale contribution à la conception des aéronefs est sa construction semi-monocoque, qui va devenir une norme pour les futurs avions. Boeing emploie les caractéristiques structurelles du XP-9 dans ses modèles contemporains P-12 de chasse biplan de sa variante P-12E constituée d'une structure métallique semi-monocoque et fuselage similaire à celle du XP-9. Le train d'atterrissage du P-12C est également essayé sur le XP-9 et ensuite transféré dans le modèle de production.

## Opérations
Le prototype XP-9, marqué A 028-386, est piloté pour la première fois le 18 novembre 1930. Il a des performances impressionnantes sur papier, mais il est rapidement devenu apparent que ses grandes ailes (1,8 m de corde moyenne), qui sont situées sur le fuselage directement devant le pilote, entraves la visibilité vers le bas et que des manœuvres d'atterrissage simples sont considérées dangereuses. Les pilotes d'essai au Centre d'essais de l'US Army à Wright Field constate que l'instabilité inhérente du XP-9 est si sévère que des modifications immédiates sont demandées pour augmenter la taille de l'empennage vertical. La dérive vertical agrandie en métal, lisse et amincie est présentée, mais échoue à effectuer n'importe quelle autre amélioration significative et cela apporte une révision du modèle qui devient le XP-15 . Celui-ci est cloué au sol, en août 1931, après seulement 15 heures de vol.

## Variantes
- Model 96, XP-9 : 1 construit
- Y1P-9 : option pour cinq avions d'essai de service en vertu du contrat P-12D, l'option n'a pas été retenue[4]
- XP-15: rebaptisé « XP-9 » après modification de l'empennage vertical[4]

## Opérateur
États-Unis
- United States Army